# Carga útil
Generalmente se denomina carga útil a aquella parte de lo transportado que realmente produce valor. Sin embargo, este término puede hacer referencia a conceptos ligeramente diferentes según el contexto.

## Carga útil en aeronáutica

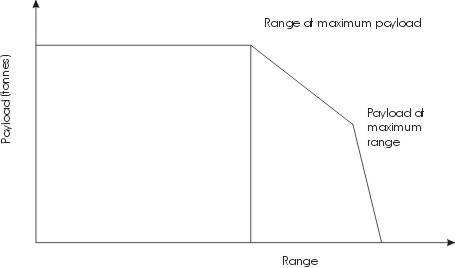
Carga útil comparada con el alcance de una aeronave.

En la aviación y en la exploración espacial, la carga útil es la capacidad de carga máxima de un vehículo aéreo o espacial, incluyendo todos los eventuales elementos propiamente transportables: combustible, tripulación, pasajeros, mercancías, armamento, municiones, dispositivos electrónicos como radar, sonar o sensores ópticos, etc.
- En el caso de un lanzador de satélites artificiales, la carga útil puede ser de uno o dos satélites junto con el combustible necesario para lanzar el conjunto.

- En el caso de un avión de carga la carga útil puede incluir la tripulación (un piloto y un copiloto) junto con el combustible necesario para el vuelo es decir el tanque lleno y los contenedores de mercancías embarcados en la bodega del aparato.
- En el caso de un avión de línea la carga útil estará ocupada por la tripulación y el combustible necesario para el vuelo además de los pasajeros del vuelo y el equipaje de estos últimos (maletas, bolsas, posesiones varias, todo ello embarcado en la bodega).
- En el caso de un avión de caza monoplaza, la carga útil puede incluir al piloto, el sistema de armas electrónico (incluyendo radar o dispositivo infrarrojo), las armas mismas y las municiones y, naturalmente, el combustible requerido para una determinada misión atribuida.

## Carga útil en transporte de mercancías
En el comercio y el transporte de mercancías (ya sea por vía terrestre, marítima o aérea), el concepto de flete se refiere siempre a una parte de la capacidad de carga de un vehículo. Aplicado al flete aéreo el flete es inevitablemente una parte de la carga útil y se mide ya sea en unidades de masa (concepto usual de «peso»), ya sea en unidades de volumen, dependiendo de la propia mercancía y del modo de transporte. Por ejemplo, la carga a granel de líquidos o granulados se mide en volumen mientras que la carga de mercancías sólidas se mide en unidades de masa (peso). La carga útil en cambio es un concepto general, mucho más global que el concepto concreto de flete, y siempre se mide en unidades de masa, en general kilogramos o toneladas, dependiendo del tamaño del vehículo.
En el transporte por carretera, la carga útil es el peso autorizado de las mercancías que puede transportar un vehículo cuando circula por las vías públicas. La carga útil se calcula restando la tara (o peso en vacío del vehículo) de la Masa Máxima Autorizada, M.M.A.
{\displaystyle {{\text{Carga útil}}={\text{Masa Máxima Autorizada}}-{\text{Tara}}}}

## Carga útil en informática
Por analogía, en informática y telecomunicaciones, se llama carga útil al conjunto de datos transmitidos que es en realidad el mensaje enviado. La carga útil excluye las cabeceras o metadatos, que son enviados simplemente para facilitar la entrega del mensaje.